# سيلان دهني

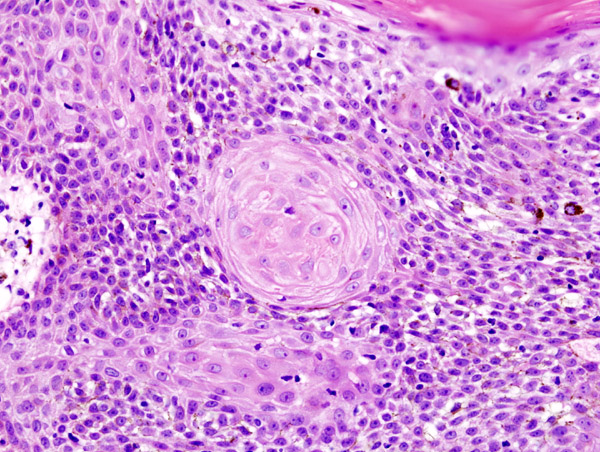

السيلان الدهني أو السيلان الزهمي أو المث (بالإنجليزية: Seborrhea)‏ هو مصطلح طبي يستخدم لوصف تراكم الزهم على الجلد مخلوطا بتلوث ليكون أشكالا ظاهرة على الجلد. عندما يظهر الجلد على الرأس فهو يتداخل مع تغذية الشعر وقد يتسبب بتساقطه.
هناك شكل من أشكال هذا المرض يحدث في الأطفال الصغار. ولعلاج هذه الحالة يجب تنظيف الأجزاء المصابة. ويمكن تخفيف من التقشرات بواسطة زيت يستخدم للجلد المصاب وغسله بانتظام بالماء وصابون ناعم وكحول مكرر.
يتراكم الزهم في كثير من الأحيان في القنوات الدهنية، مما يؤدي إلى ظهور نقاط سوداء دقيقة غالباً ما يمكن ملاحظتها على وجه وظهر وصدر الشباب، في هذه الحالة تسمى بالزؤان (الرؤوس السوداء والبيضاء).
ومن أنواع المث هو ظهور بروزات بيضاء أكبر في الحجم تسمى بالدخينة. يمكن منع هذه البروزات من خلال الشطف الشديد وفرك الجلد بسرعة، وهذا في كثير من الأحيان يقوم بإزالتها عندما تبدأ في الظهور. يمكن معالجتها بواسطة الضغط على الإفرازات وتفريغها بواسطة شقها وكذلك المعالجة من خلال استخدم الكبريت ببساطة.